# Shrirangapattana

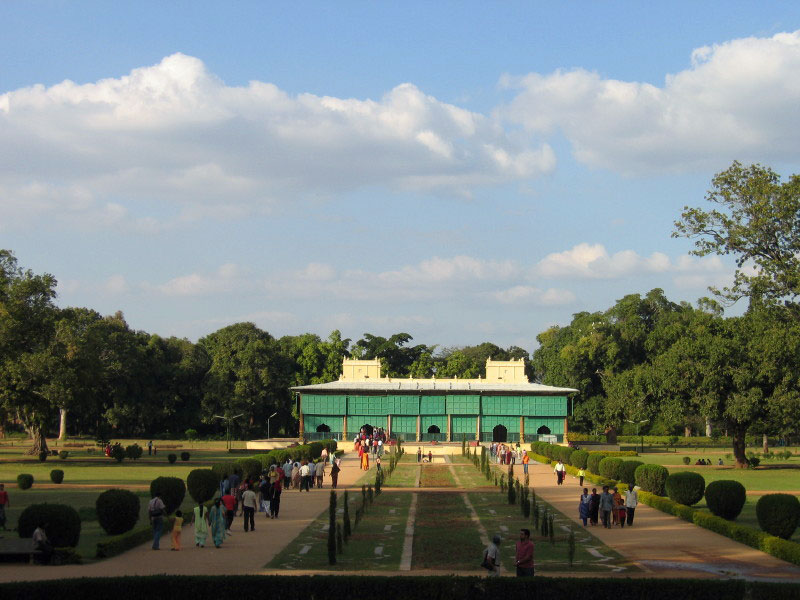
Daria Daulat Bagh in Shrirangapattana

Gumbaz-Mausoleum in Shrirangapattana

Shrirangapattana (Kannada: ಶ್ರೀರಂಗಪಟ್ಟಣ Śrīraṁgapaṭṭaṇa; auch Srirangapattana, Srirangapatna, Srirangapatnam; früher anglisiert Seringapatam) ist eine Kleinstadt im südindischen Bundesstaat Karnataka.
Sie liegt auf einer 5 km langen Insel im Fluss Kaveri (früher Cauvery), etwa 16 km nordöstlich von Mysuru im Distrikt Mandya. Die Einwohnerzahl beträgt 25.061 (Zensus 2011).

## Geschichte
Berühmt ist die Stadt Shrirangapattana dank ihrer großen geschichtlichen Bedeutung. Aus einem im späten 9. Jahrhundert erbauten Hindu-Tempel entstanden, ließen die Könige des Vijayanagar-Reiches später eine Festung in der Stadt errichten. Von 1610 bis 1799 war sie Hauptstadt von Mysore. Mitte des 18. Jahrhunderts wurde sie von den Marathen angegriffen, diese scheiterten aber am erbitterten Widerstand der Truppen des muslimischen Generals Hyder Ali, der später de facto zum Herrscher Mysores aufstieg und wie seine Vorgänger von Shrirangapattana aus sein Reich regierte. Hyder Alis Sohn und Nachfolger Tipu Sultan, der im ausgehenden 18. Jahrhundert zum gefährlichsten Gegner der englischen Kolonialbestrebungen in Indien geworden war, wurde 1792 schließlich in seiner eigenen Hauptstadt von den Briten geschlagen. Sein Versuch, sich aus der britischen Umklammerung zu befreien, schlug fehl, denn 1799, im Vierten Mysore-Krieg, griffen die Briten erneut unter Arthur Wellesley  an und zerstörten Shrirangapattana zu großen Teilen. Tipu Sultan kam dabei ums Leben. Danach verblasste die Bedeutung der Stadt. Heute ist sie eine kleine Provinzstadt im Bundesstaat Karnataka.

## Baudenkmäler und Sehenswürdigkeiten
Die von den Briten zerstörten Teile Shrirangapattanas sind noch heute als Ruinen, einige teils herausragende Bauten aber noch vollständig erhalten. Shrirangapattana ist heute ein beliebtes Ausflugsziel bei indischen Touristen und in zunehmendem Maße auch Ziel ausländischer Besucher.

### Festung
Die Festung im Westen der Insel ist von Doppelmauern umgeben. Die Stelle, an der die Briten die Mauern durchbrachen und damit Tipu Sultans Truppen überraschten, ist durch einen Obelisken markiert. Ebenfalls markiert ist die Stelle, an der Tipu Sultan fiel. Außerdem ist das Verlies, in dem der Mysore-Herrscher zahlreiche britische Soldaten gefangen hielt, erhalten.

### Sri-Ranganathaswamy-Tempel
Innerhalb der Festungsmauern erhebt sich der 894 gegründete Sri-Ranganathaswamy-Tempel, von dem sich der Name der Stadt herleitet. Er ist Ranganatha, einer Form Vishnus, geweiht und zählt zu den größten und bedeutendsten Tempelanlagen Karnatakas. Selbst Hyder Ali und Tipu Sultan, obwohl Muslime, unterstützten und schützten den Tempel. Einer Legende nach soll Tipu Sultan dort sogar Opfer dargebracht haben. Architektonisch gesehen ist der Tempel eine Mischung aus den Hoysala- und Vijayanagar-Baustilen. Er hat einen eindrucksvollen Gopuram (Torturm) und festungsartige Umfassungsmauern. In seinem Inneren befindet sich eine Messingsäule mit einer Darstellung Vishnus, der auf der Schlange Anantha ruht.

### Jama Masjid (Freitagsmoschee)
Diese 1784 von Tipu Sultan gestiftete Moschee steht ebenfalls innerhalb der Festungsmauern, unweit eines der erhaltenen Verteidigungstore. Wahrzeichen des eleganten, zweistöckigen Gotteshauses sind die filigranen Zwillingsminarette.

### Daria Daulat Bagh (Tipu Sultans Sommerpalast)
1784 ließ Tipu Sultan diesen Palast in Anlehnung an den Stil der nordindischen Moguln errichten. Der fast vollständig aus Teakholz bestehende, zweistöckige Bau steht auf einer quadratischen Plattform inmitten eines ornamental angelegten Gartens. Die teils vergoldeten Innenwände sind mit Fresken, Glas- und Spiegelarbeiten ausgeschmückt. Auch außen ist der Palast teilweise bemalt und von einer Veranda umgeben. Heute ist dort ein Museum untergebracht, in dem verschiedene Besitztümer Tipu Sultans ausgestellt werden.

### Mausoleum Gumbaz
Die Familiengrabstätte Gumbaz von 1784 beherbergt die Gräber von Hyder Ali, dessen Frau Fatima Begum und Tipu Sultan. Bemerkenswert sind die schneeweiße Zwiebelkuppel, die reichen Fassadenverzierungen und die schweren Ebenholztüren mit Einlegearbeiten aus Elfenbein. In den umliegenden Gartenanlagen befinden sich eine Moschee, eine kleine christliche Kirche sowie Gräber anderer Familienmitglieder und Adeliger.